# يورغن غرابوفسكي
يورغن غرابوفيسكي (بالألمانية: Jürgen Grabowski) من مواليد 7 يوليو 1944، لاعب كرة قدم ألماني سابق. لعب مع منتخب ألمانيا لكرة القدم.

## روابط خارجية
- يورغن غرابوفيسكي على موقع الاتحاد الدولي (مؤرشف)  (الإنجليزية)
- يورغن غرابوفيسكي على موقع الاتحاد الأوربي (الإنجليزية)
- يورغن غرابوفيسكي على موقع قاعدة بيانات كرة القدم.إي يو (الإنجليزية)
- يورغن غرابوفيسكي على موقع بيانات كرة القدم. دي إي (الألمانية)
- يورغن غرابوفيسكي على موقع ليكيب (الفرنسية)
- يورغن غرابوفيسكي على موقع ناشيونال فوتبول تيمز (الإنجليزية)
- يورغن غرابوفيسكي على موقع عالم كرة القدم.نت (الإنجليزية)